# Fabrizio Pasquero
Fabrizio Pasquero (Sanremo, 1937 – Milano, 30 aprile 2023) è stato un giornalista e autore televisivo italiano.

## Biografia
Giornalista professionista dal 1967, fondò nel 1972 Linea Italiana, il primo mensile italiano dedicato alla moda Made in Italy, edito da Mondadori e da lui diretto fino al 1985. 
Nel 1984 ideò Nonsolomoda, in assoluto uno dei programmi più longevi delle reti Mediaset, andato inizialmente in onda su Rete 4 e poi su Canale 5.
Era un collezionista di moto e d'auto d'epoca.
Pasquero è morto il 30 aprile 2023 a Milano, la sua città di residenza, all'età di 85 anni.